# Ormoy (Yonne)
Ormoy település Franciaországban, Yonne megyében. Lakosainak száma 650 fő (2022. január 1.). Ormoy Esnon, Hauterive, Beaumont, Brienon-sur-Armançon, Cheny, Migennes és Mont-Saint-Sulpice községekkel határos.

## Népesség
A település népességének változása:
| Lakosok száma | 710  | 698  | 701  | 681  | 678  | 678  | 675  | 663  | 650  |
|               | 2013 | 2015 | 2016 | 2017 | 2018 | 2019 | 2020 | 2021 | 2022 |